# 菅沼菜々
菅沼 菜々（すがぬま なな、2000年2月10日 - ）は、東京都立川市出身の日本の女子プロゴルファーである。所属はあいおいニッセイ同和損害保険。

## プロフィール
- 出身：東京都立川市[1]
- 家族：父・母
- 師匠：坂詰和久
- 所属：あいおいニッセイ同和損保[2]
- スポンサー：NTTDaTa（NTTデータグループ）[3]、不二家[4]、スタンレー電気[5]
- 用具：ダンロップ[1]
- ウェア：ルコックスポルティフ（デサント）[1]
- マネージャー：フリーの方、通称nanamanager
- スポーツ歴：ダンス[1]
- 趣味：住宅展示場に行くこと[1]、音楽鑑賞（特に坂道グループ）、歌うこと
- ファン対応：最も神対応の選手の一人として知られている

父の影響で5歳からゴルフを始める、中学生時代からは坂詰和久に師事している。

## アマチュア時代
立川市立立川第5中学校在学中の2014年（中学3年）「スプリングジュニアゴルフチャンピオンシップ」（12歳〜14歳⼥⼦の部）優勝、「石川遼カップジュニアゴルフチャンピオンシップ」（12歳〜14歳⼥⼦の部）優勝、埼玉県の埼玉栄高等学校在学中の2016年（高校2年）「東日本女子パブリックアマチュアゴルフ選手権競技」優勝、「関東高等学校ゴルフ選手権」団体優勝、2017年（高校3年）「日本ジュニアゴルフ選手権競技」（女子15歳～17歳の部）優勝等がある。
埼玉栄高等学校卒業後の2018年、日本女子プロゴルフ協会（LPGA）最終プロテストに進出し10位タイで合格（7月27日）。LPGA90期生（7月28日）となる。

## プロ戦績

### 2018シーズン
プロ1年目は、レギュラーツアー3試合に出場し、すべてで予選通過を果たした。
年間獲得賞金が151万円余のランク123位、メルセデスランキングが147位であった。「最終QT」で13位となり、2019年度の「第１回のリランキング」までのレギュラーツアーの試合の出場権を獲得した。

### 2019シーズン
2019年2月21日、ニトリとの所属契約締結が発表された。
「中京テレビ・ブリヂストンレディスオープン」（5月24日-26日）では、初めてのトップ10（7位タイ）入りを果たした。「アース・モンダミンカップ」（6月27日-30日）では、初日1位タイと初めての首位発進をし、最終的に初めてのトップ5（5位タイ）を記録した。
「第1回リランキング」で9位、「第2回リランキング」で17位に入ったため、実質的にはフルシーズンの出場資格が得られ、30試合に出場して、トップ10が2回、年間獲得賞金が1,951万円余のランク62位、メルセデスランキングが72位で、惜しくもシード権を逃した。「最終QT」で65位となり、2020年度の「第1回リランキング」までレギュラーツアーへの限定的な出場となった。

### 2020 - 2021年シーズン
高校2年時の2016年夏から広場恐怖症を抱えていることを、プロ2年目（2020年）のツアー開幕直前に公表した。広場恐怖症は不安障害の一種で、公共の場や閉鎖的な空間へ身を置くたびに、不安や恐怖を感じるあまりパニック発作が起きるとされる。菅沼によれば、高校3年時に症状がいったん収まったものの、プロテストへの合格後から再発。プロ1年目に（本拠地の東京都内から飛行機や新幹線での移動を伴う）北海道・九州・沖縄開催分の試合の大半で欠場を余儀なくされたことや、服薬治療がLPGAのドーピング規定に抵触しかねないことを踏まえて、カウンセリングや自然療法で治療に努めていることも明かしている。
2021年2月25日、あいおいニッセイ同和損保との所属契約締結が発表された。
「ヨネックスレディスゴルフトーナメント」（2021年6月4日-6日）では、最終日に自己最高となる8アンダー（64打）で回り、同大会のベストスコア賞を獲得し初めてトップ3（単独3位）でフィニッシュした。「楽天スーパーレディース」（7月29日-31日）では、初日1位タイを記録するも、最終的に19位タイに失速した。
「第1回リランキング」で34位、「第2回リランキング」で26位に入ったため、2021年を中心に36試合に出場し、トップ10が5回、年間獲得賞金が3,854万円余のランク47位、メルセデスランキングが45位で初のシード権を獲得した。

### 2022年シーズン
「リゾートトラストレディス」（5月26日-29日）では、最終日ベストスコアタイの66を記録して追い上げたものの、優勝には届かず、初めての2位（2位タイ）に入った。「リシャール・ミル ヨネックスレディスゴルフトーナメント」（6月3日-5日）では、初日1位タイを記録し、最終的に4位タイに入った。メジャー大会である「日本女子プロゴルフ選手権大会コニカミノルタ杯」（9月8日-11日）では、初めて初日単独1位を記録し、最終的に単独3位に入った。スタンレーレディスホンダゴルフトーナメント（10月7日-9日）では、最終日5番、12番ホールで2度首位タイに追いつくも、終盤にバーディーを決めた小祝さくらに、「リゾートトラストレディス」に続き、優勝をさらわれ、2位タイに甘んじた。
シーズンで、33試合に出場し、2位2回、3位3回、4位2回、5位3回を含むトップ10が15回、年間獲得賞金が8,619万円余のランク9位、メルセデスランキングが8位でシード権を堅守した。この年の最小最終ラウンド平均ストローク（69.7762）を記録した。
12月21日、2023年度JLPGA Brightenerに選出されたことが発表された。

### 2023年シーズン
「NEC軽井沢72ゴルフトーナメント」（8月11日-13日）では2日目に単独首位に立ち、プロ入り以来初となる最終日首位でスタート。2位の神谷そらとのつば競り合いが終盤まで続き、最終18番ホールで神谷に追いつかれて-16アンダーで並ばれてプレーオフに突入。プレーオフ第1ラウンドでの菅沼はティショットのミスもありボギーでホールアウト。神谷がパーパットを決めれば神谷の優勝だったという場面で神谷がこれを外してプレーオフ第2ラウンドとなり、ここで菅沼が第2打をピン近くに落としてバーディーチャンスとなる。神谷がこのホールで第2打のミスもあってパーで終えると、菅沼はバーディーパットを落ち着いて決め、プロ入り6年目で悲願のツアー初優勝を飾った。
「NOBUTA GROUP マスターズGCレディース」（10月19日-22日）では、初日2位タイから2日目に単独首位に立ち、3日目に尾関彩美悠に追いつかれて１位タイとなった。最終日の1番ホールで尾関がバーディーをとってために2位に後退し、さらに2番ホールでラフからチョロを打つも、次のアプローチショットをピンに寄せてパーセーブをすることができ、これを転機に、ショートホールの4番で抜け出して単独首位となり、-2（70打）にまとめてそのまま逃げ切り、3打差でツアー2勝目を挙げた。
シーズンで、33試合に出場し、優勝2回、3位1回、4位1回を含むトップ10が8回、年間獲得賞金が10,154万円余のランク7位、メルセデスランキングが11位で、シード権を堅守した。

### 2024年シーズン
2月20日、2024年度JLPGA Brightenerに選出されたことが発表された。
5月第1週の「ワールドレディスチャンピオンシップサロンパスカップ」（5月2日-5日）の2日目に単独首位に立つも、その後スコアを伸ばせず9位タイに終わった。このときに、2月に右膝を痛めたことを明らかにした。
5月12日、「RKB×三井松島レディス」最終日の12番ホールで、初のホールインワンを記録した。
シーズンで、29試合に出場し、トップ10フィニッシュが1回、年間獲得賞金が1,214万円余のランク82位、メルセデスランキングが79位でシード権を失った。また、最終QTで102位となり、主催者推薦試合などで第１回のリランキング突破を目指すことになった。

### 2025年シーズン
JGTO国内男子ツアーの「前澤杯MAEZAWA CUP 2025」（4月24 - 27日）に女子選手として出場し、初日の24日に、同じく女子選手として参加した寺西飛香留とともに、2005年「カシオワールドオープン」初日にミシェル・ウィー（米）が記録したJGTOツアーにおける女性選手の最少スコアの+1を更新するイーブンを記録した。
「パナソニックオープンレディースゴルフトーナメント」（5月2日 - 4日）では、2日目にベストスコアの66を記録して17位タイから一気に1位タイに躍り出て、最終日も69とさらにスコアを伸ばして、-10のスコアで大里桃子、神谷そらなどを振り切って1年半ぶりの3勝目を挙げた。この勝利によりステップアップツアーの試合に1回も出ることもなく、昨シーズンの不調によるシード権喪失からカムバックをあっさりと果たして2025年度のレギュラーツアーの残り試合のみならず、2026年シーズン全試合の出場権を獲得した。
「アース・モンダミンカップ」（6月26日-29日）では、終始安定した内容で、3日間を2位または2位タイで終え、最終日は、3番で首位タイに並んでから14番まで首位または首位タイを守り続けるが、15番で優勝した佐久間朱莉に追いつかれ、16番でボギーを叩いて首位を明け渡し、そのまま惜しくも単独2位で終わった。

## トーナメント優勝

### JLPGAツアー（3）
| No. | 日時           | 大会                                | スコア                 | 2位との差  | 2位（タイ）                    |
| --- | -------------- | ----------------------------------- | ---------------------- | ---------- | ------------------------------ |
| 1   | 2023年08月13日 | NEC軽井沢72ゴルフトーナメント       | −16（66-65-69=200）    | プレーオフ | 神谷そら                       |
| 2   | 2023年10月22日 | NOBUTA GROUP マスターズGCレディース | −14（68-65-71-70=274） | 3打差      | 福田真未 山下美夢有 尾関彩美悠 |
| 3   | 2025年5月4日   | パナソニックオープンレディース      | −10（71-66-69=200）    | 1打差      | 大里桃子                       |

## 出演

### テレビ番組
- 女子ゴルフペアマッチ選手権シーズン1 - 山路晶とのペアで優勝（2020年4月6日、5月18日、6月8日、6月22日、BS朝日）[52]
- ひとりゴルフ（2021年11月10日、ゴルフネットワーク）[53]
- ゴルフサバイバルトッププロ大集結SP 2023（2023年1月5日、BS日テレ）[54]
- 蛍原徹の真剣ゴルフ部!ホトオープン
  - （2023年1月15日・22日・29日、BSJapanext）
  - （2025年5月11日・18日・25日、BS10）
- とことん潜入！人気女子プロのシーズンオフ #1（2023年1月28日、ゴルフネットワーク）[55]
- ゴルフの祭典!!おぎやはぎの「ナイスショットです。」（第2弾）（2023年2月12日、日本テレビ）[56]
- お宝争奪!頂きゴルフ!最強女子プロ軍団&阪神「アレのアレ」OB軍団SP（2023年12月28日、BSテレ東）[57]
- FBS女子プロチャレンジゴルフ2023（2024年1月7日、BS日テレ）[58]
- ゴルフの祭典!!おぎやはぎの「ナイスショットです。」（第3弾）（2024年2月3日、日本テレビ）[59]
- くりぃむクイズ ミラクル9（2024年2月7日、テレビ朝日）[60]
- ジャンクSPORTS（2024年4月13日・20日、フジテレビ）[61]
- 笑える!泣ける!動物スクープ100連発（2024年7月10日、TBSテレビ）[62]
- ゴルフトリプルマッチ（2024年9月8日・15日・22日・29日、BSフジ）[63]
- ゴルフONE 2025新春大吉ペア決定戦（2025年1月1日、BS-TBS）[64]
- ゴルフ18H物語（2025年4月1日・8日、BS10）[65]
- スポーツリアライブ（2025年6月1日、テレビ東京）[66]
- スターアスリート #13（2025年6月29日、フジテレビONE）[67]
- Get Sports（2025年6月30日、テレビ朝日）[68]

### CM
- あいおいニッセイ同和損害保険 テレマティクス自動車保険 [69]
  - 「ファンレター」篇（2023年2月12日 - ）
  - 「保険を選んでいますか」篇（2023年3月18日 - ）
- 不二家 ハートチョコレート 「ハートに届くよ」篇（2023年9月26日 - ）[70]

### 声優
テレビアニメ
- オーイ! とんぼ 第21話 - 本人役(「菅沼プロ」表記) 

### コンサート
- Chell'7 Live 1st shot（2025年2月1日、日暮里サニーホール）[72]

### 写真集
- デジタル写真集「Nana's moment」（2025年5月2日、著者：菅沼菜々・佐々木隆宣・福島加奈子、実業之日本社、ISBN 978-4-40897-752-2）

### ファッションショー
- KANSAI COLLECTION 2025（2025年8月6日、京セラドーム大阪）[73]